# Malott (Washington)
Malott es un área no incorporada ubicada en el condado de Okanogan en el estado estadounidense de Washington.

## Geografía
Malott se encuentra ubicado en las coordenadas 48°16′58″N 119°42′20″O / 48.28278, -119.70556.